# 2441 Hibbs
2441 Hibbs eller 1979 MN2 är en asteroid i huvudbältet som upptäcktes den 25 juni 1979 av de båda amerikanska astronomerna Eleanor F. Helin och Schelte J. Bus vid Siding Spring-observatoriet. Den är uppkallad efter Al och Marks Hibbs, vänner till en av upptäckarna.
Asteroiden har en diameter på ungefär 9 kilometer.